# Arguvan
Arguvan ist eine Stadtgemeinde (Belediye) im gleichnamigen Ilçe (Landkreis) der Provinz Malatya in Ostanatolien und zugleich eine Gemeinde der 2012 geschaffenen Büyüksehir belediyesi Malatya (Großstadtgemeinde/Metropolprovinz). Seit der Gebietsreform 2013 ist die Gemeinde flächen- und einwohnermäßig identisch mit dem Landkreis.
Arguvan liegt im Norden der Provinz und grenzt an die Provinzen Elazığ und Sivas.

## Etymologie
Der Name der Stadt hatte im Laufe der Geschichte verschiedene Varianten 1079 auf armenisch Argavan oder altgriechisch Argaoún/Argaós. Bilge Umar führt den Namen auf das luwische Wort Arga zurück. Im Osmanischen Reich und bis zum Jahr 1957 wurde der Name Tahir verwendet. Die Stadt ist eine der wenigen Ortschaften, die ihren früheren Namen wieder tragen.
Arguvan ist der ursprünglich griechische Ortsname, der erstmals im 9. Jahrhundert schriftlich nachgewiesen wurde. Zur Zeit des Osmanischen Reiches wurde die Ortschaft „Tahir“ genannt. Arguvan ist eines der wenigen Beispiele einer Rückumbenennung auf den ursprünglichen Namen. Die Rückumbenennung erfolgte im Jahr 1957.
Die Bevölkerung Arguvans besteht aus Türken und Kurden, Aleviten und Sunniten. Die Stadt ist neben Tephrike eine der zwei von den Paulikianern im 9. Jahrhundert gegründeten Festungsstädte.

## Verwaltung
Tahir war einer von acht Bucaks des zentralen Landkreises (Merkez Ilçe) um die Provinzhauptstadt Malatya und wurde 1954 aus diesem ausgegliedert und ein selbständige Kreis (1950 Bucak: 10.467 – 1955 Kreis: 18.735 Einw.). Er bestand (bis) 2012 aus der Kreisstadt und 46 Dörfern (Köy) in zwei Bucaks, die während der Verwaltungsreform 2013 in Mahalle (Stadtviertel/Ortsteile) überführt wurden. Die vier existierenden Mahalle der Kreisstadt blieben erhalten. Durch Herabstufung der Dörfer zu Mahalle stieg deren Zahl auf 59 an. Ihnen steht ein Muhtar als oberster Beamter vor.
Ende 2020 lebten durchschnittlich 149 Menschen in jedem dieser Mahalle, 538 Einw. im bevölkerungsreichsten (Yeni Mah.).

## Söhne und Töchter der Stadt
- Ahmet Kaya (1957–2000), kurdisch-türkischer Sänger
- İlyas Salman (* 1949), türkischer Schauspieler, Filmregisseur, und Autor
- Salih Korkmaz (* 1997), Geher